# Klumpticka
Klumpticka (Abortiporus biennis) är en svampart som först beskrevs av Pierre Bulliard (v. 1742–1793), och fick sitt nu gällande namn av Rolf Singer 1944. Enligt Catalogue of Life ingår Klumpticka i släktet Abortiporus,  och familjen Meruliaceae, men enligt Dyntaxa är tillhörigheten istället släktet Abortiporus,  och familjen Meripilaceae. Arten är reproducerande i Sverige. Inga underarter finns listade i Catalogue of Life.
Den unga svampen har en vit färg som blir rödaktig med tiden. Den hittas ofta på lövträdens nedre delar eller på trädstubbar. Arten är en vitrötesvamp.